# Nodar Chaszba
Nodar Władimirowicz Chaszba (ros. Нодар Владимирович Хашба; abch. Нодар Хашба; gruz. ნოდარ ხაშბა; ur. 1 października 1951 w Tkwarczeli) – abchaski inżynier, ekonomista, działacz partyjny i polityk (działający także w Rosji), premier nieuznawanej na arenie międzynarodowej Republiki Abchazji od 6 października 2004 do 14 lutego 2005 roku, wicepremier Abchazji w latach 1993–1995 i Kabardyno-Bałkarii od 2014.

## Życiorys
Ukończył studia z inżynierii cywilnej w Charkowskiej Akademii Ekonomii Komunalnej, a także ekonomiczne na Akademii Nauk Społecznych przy KC KPZR. Obronił doktorat z ekonomii na Radzieckiej Akademii Nauk i wykładał nauki o polityce.
Od 1973 pracował jako inżynier w kopalni i w firmie GRES w Tkwarczeli. W latach 1977–1983 pracował w Komsomole, następnie do 1990 był instruktorem partyjnym: kolejno w Suchumi, instruktorem w KC GPK i przewodniczącym komitetu ekonomii regionalnej w abchaskich strukturach partii.
W 1990 został wiceministrem budownictwa i usług komunalnych w abchaskim rządzie. W 1991 i ponownie od 1993 do 1995 był burmistrzem Suchumi. W latach 1992–1993 wiceszef Państwowego Komitetu ds. Obrony, od 1993 do 1995 również wicepremier. W latach 1995–2004 zatrudniony w Ministerstwie Stanów Nadzwyczajnych w Rosji, w którym był asystentem ministra, wiceszefem departamentów ds. współpracy międzynarodowej i inwestycji oraz wysłannikiem do Jugosławii.
W październiku 2004 powołany na stanowisko premiera wobec konfliktu o zwycięstwo w wyborach prezydenckich pomiędzy Raulem Chadżymbą a Siergiejem Bagapszem. Ustąpił ze stanowiska po objęciu funkcji przez drugiego z kandydatów.
Od 2004 do 2009 specjalny plenipotent prezydenta Rosji do spraw Południowego Okręgu Federalnego i potem jako zastępca na tym samym urzędzie. Pracował następnie dla prezydenta jako przedstawiciel w organach federalnych i radzie miejskiej Moskwy. W 2014 został wicepremierem autonomicznej Kabardyno-Bałkarii.
Odznaczony m.in. Orderem Przyjaźni.